# HCAR1
HCAR1 (англ. Hydroxycarboxylic acid receptor 1) – білок, який кодується однойменним геном, розташованим у людей на короткому плечі 12-ї хромосоми. Довжина поліпептидного ланцюга білка становить 346 амінокислот, а молекулярна маса — 39 295.
| 10         |  | 20         |  | 30         |  | 40         |  | 50         |
| ---------- |  | ---------- |  | ---------- |  | ---------- |  | ---------- |
| MYNGSCCRIE |  | GDTISQVMPP |  | LLIVAFVLGA |  | LGNGVALCGF |  | CFHMKTWKPS |
| TVYLFNLAVA |  | DFLLMICLPF |  | RTDYYLRRRH |  | WAFGDIPCRV |  | GLFTLAMNRA |
| GSIVFLTVVA |  | ADRYFKVVHP |  | HHAVNTISTR |  | VAAGIVCTLW |  | ALVILGTVYL |
| LLENHLCVQE |  | TAVSCESFIM |  | ESANGWHDIM |  | FQLEFFMPLG |  | IILFCSFKIV |
| WSLRRRQQLA |  | RQARMKKATR |  | FIMVVAIVFI |  | TCYLPSVSAR |  | LYFLWTVPSS |
| ACDPSVHGAL |  | HITLSFTYMN |  | SMLDPLVYYF |  | SSPSFPKFYN |  | KLKICSLKPK |
| QPGHSKTQRP |  | EEMPISNLGR |  | RSCISVANSF |  | QSQSDGQWDP |  | HIVEWH     |

A: Аланін

C: Цистеїн

D: Аспарагінова кислота

E: Глутамінова кислота

F: Фенілаланін

G: Гліцин

H: Гістидин

I: Ізолейцин

K: Лізин

L: Лейцин

M: Метіонін

N: Аспарагін

P: Пролін

Q: Глутамін

R: Аргінін

S: Серин

T: Треонін

V: Валін

W: Триптофан

Кодований геном білок за функціями належить до рецепторів, g-білокспряжених рецепторів, білків внутрішньоклітинного сигналінгу. 
Локалізований у клітинній мембрані, мембрані.